# دیوید کوردون
دیوید کوردون (انگلیسی: David Cordón؛ زادهٔ ۱۲ نوامبر ۱۹۷۵) بازیکن فوتبال اهل اسپانیا است.
از باشگاه‌هایی که در آن بازی کرده‌است می‌توان به باشگاه فوتبال اتلتیکو مادرید، باشگاه فوتبال زامورا، باشگاه فوتبال رکریتیوو اوئلوا، باشگاه فوتبال ایبار، باشگاه فوتبال سویا، و باشگاه فوتبال اتلتیکو مادرید بی اشاره کرد.
وی همچنین در تیم‌های ملی فوتبال زیر ۱۶ سال اسپانیا، زیر ۱۸ سال اسپانیا، زیر ۱۹ سال اسپانیا، زیر ۲۰ سال اسپانیا، و زیر ۲۱ سال اسپانیا بازی کرده‌است.